# Pjasti
Pjasti (poljsko Piastowie) so bili prva poljska vladarska dinastija. Prvi dokumentirani poljski monarh je bil vojvoda Mješko I. (okoli 930–992). Vladavina Pjastov na Poljskem se je končala leta 1370 s smrtjo kralja Kazimirja III. Velikega.
Veje Pjastov so še naprej vladale v vojvodini Mazoviji in v vojvodinah Šlezije, dokler ni leta 1675 umrl zadnji moški šlezijski Pjast. Pjasti so sklepali zakonske zveze z več plemiškimi rodbinami Evrope in imeli številne visoke položaje, nekatere tudi v Svetem rimskem cesarstvu. Jagelonski kralji po Ivanu I. Albertu so bili po ženski liniji potomci hčerke kralja Kazimirja III.

## Izvor imena
Zgodnji poljski vojvode in kralji so zase trdili, da so potomci pollegendarnega Pjasta Kolarja (poljsko Piast Kołodziej), prvič omenjenega v Cronicae et gesta ducum sive principum Polonorum (Letopisi in dejanja poljskih vojvod in knezov), ki jih je okoli leta 1113 napisal Gallus Anonimus. Naziv "dinastija Pjasti" se je prvič pojavil šele v 17. stoletju v zgodovinskem delu poljskega zgodovinarja Adama Naruszewicza, v sodobnih virih pa se ni uporabljal.

## Zgodovina
Prvi Pjasti, verjetno Poljani, so se pojavili okoli leta 940 v trdnjavi Giecz na ozemlju Velikopoljske. Kmalu zatem so svojo rezidenco preselili v Gniezno, kjer je knez Mješko I. od okoli  960 vladal Civitas Schinesghe (poljsko Ziemia Polska). Pjasti so nekaj časa vladali tudi Pomorjanskem, Češki in Lužici, pa tudi Ruteniji in ogrski Spiški regiji na današnjem vzhodnem Slovaškem. Vladar se je naslavljal z vojvoda ali kralj, odvisno od njegove moči.
Poljska monarhija se je morala soočati z ekspanzionistično politiko Svetega rimskega cesarstva na zahodu, kar je povzročilo krhko sožitje. Mješko I., Kazimir I. Obnovitelj in Vladislav I. Herman so poskušali zaščititi poljsko državo s pogodbami, prisegami zvestobe  in  zakonskimi zvezami s cesarskimi otonskimi in salijskimi dinastijami. Poljski sosedje so bili češka dinastija Přemyslidov, ogrski Árpádovci in njihovi anžujski nasledniki, Kijevska Rusija, kasneje tudi država Tevtonskega viteškega reda in Velika litovska kneževina.
Položaj Pjastov je odločilno poslabel zaradi razdrobitve po oporoki Boleslava III. Krivoustega iz leta 1138. Poljska država se je za skoraj 150 let razbila na več vojvodin, pri čemer se je vojvoda Pjast proti formalno veljavnemu načelu agnatskega statusa boril za prestol v Krakovu, glavnem mestu Malopoljske province. Številni vojvode, med njimi Mješko III. Stari, Vladislav III. Tankonogi  in Lešek I. Beli, so bili okronani, vendar so bili kmalu zatem strmoglavljeni. Starejša veja šlezijskih Pjastov, potomcev vojvode Vladislava II. Izgnanca,  najstarejšega sina Boleslava III.  Krivoustega, je vladala samostojno in bila od 14. stoletja vazal češke krone.
Potem ko sta leta 1370 izumrli poljska kraljeva linija in mlajša veja Pjastov, je poljska krona pripadla ogrskemu kralju Ludviku I. Anžujskemu, sinu Elizabete Pjast,  sestre pokojnega kralja Kazimirja III. Mazovska veja Pjastov je izumrla s smrtjo vojvode Janusa III. leta 1526. Zadnji vladajoči vojvoda Šlezijskih Pjastov je bil Jurij Viljem Legniški, ki je umrl leta 1675. Njegov stric Avgust Legniški, zadnji moški Pjast, je umrl leta 1679.  Zadnja zakonita dedinja, vojvodinja Karolina Legniško-Brieška, je umrla leta 1707 in je pokopana v Trzebniški opatiji. 
Svoje rodoslovje so z dinastijo Pjastov povezovale številne rodbine, kot so nezakonski potomci šlezijskega vojvode Adama Venčeslava Cieszynskega (1574–1617),

## Grb
Okoli leta 1295 je Przemysł II. uporabil grb z belim orlom, ki se je kasneje štel za grb Pjastov ali Pjastovskega orla. Šlezijski Pjasti so v 14. stoletju orlu dodali polmesec s križem. Njihov grb je kasneje postal grb Vojvodine Šlezije.

## Vladarji

### Legendarni vojvodePoljanov
| Slika | Ime                                                                                       | Naslov  | Vladanje        | Komentar                                                                        |
| ----- | ----------------------------------------------------------------------------------------- | ------- | --------------- | ------------------------------------------------------------------------------- |
|       | Popiel Latinsko: Semovit filius Past Ckosisconis                                          | vojvoda | 9. stoletje     | Legendarni vladar Poljanov                                                      |
|       | Pjast Kolar Poljsko: Piast Kołodziej Latinsko: Past Ckosisconis, Pazt filius Chosisconisu | vojvoda | 9. stoletje     | Legendarni vladar Poljanov, sin Hošciska, oče Sjemovita, ustanovitelj dinastije |
|       | Sjemovit Ziemowit                                                                         | vojvoda | 9. stoletje     | Polegendarni vladar Poljanov, sin Pjasta Kolarja in Rzepihe                     |
|       | Lestek Leszek, Lestko                                                                     | vojvoda | 9.-10. stoletje | Polegendarni vladar Poljanov, sin Sjemovita                                     |
|       | Sjemomisl Ziemomysl                                                                       | vojvoda | 10. stoletje    | Pollegendarni vladar Poljanov, sin Lešeka                                       |

### Vojvode in kralji Poljske
| Slika | Ime                                                        | Naslov                       | Vladanje                                                                | Komentar |
| ----- | ---------------------------------------------------------- | ---------------------------- | ----------------------------------------------------------------------- | --- |
|       | Mješko I. Mieszko I                                        | vojvoda                      | ok. 960 –992                                                            | Sin Zjemomisla, prvi krščanski vladar, Misico, dux Wandalorum |
|       | Boleslav I. Hrabri Bolesław I Chrobry (Wielki)             | vojvoda, kralj               | Kot vojvoda: 992–18. april 1025 Kot kralj:18. april 1025–17. junij 1025 | Sin Mješka I. in Dobrave Češke, prvi kronani kralj Regnum Sclavorum, Gothorum sive Polonorum |
|       | Mješko II. Lambert Mieszko II Lambert                      | kralj                        | 1025–1031                                                               | Sin Boleslava I. in Emnilde Lužiške |
|       | Bezprim Bezprym                                            | vojvoda                      | 1031–1032                                                               | Sin Boleslava I. in Judite Ogrske (sporno) |
|       | Oton Boleslavovič Otto Bolesławowic                        | vojvoda                      | 1032–1032/1033                                                          | Po očetovi smrti je bil prisiljen pobegniti v Nemčijo. Po porazu svojega brata Mješka II. Lamberta se je leta 1032 vrnil in zavladal v delu Poljske in kmalu zatem umrl.                                                                                           |
|       | Ditrik Dytryk                                              | vojvoda ali naslovni vojvoda | 1032–1032/1033                                                          | Vnuk Mješka I. in Ode Haldenslebenske. Njegova usoda pred letom 1032 ni znana. Leta 1032 mu je cesar Konrad II. podelil del Poljske, verjetno Velikopoljsko. Po smrti Otona Boleslavoviča je bil po letu 1033 verjetno izgnan iz države.                           |
|       | Mješko II. Lambert Mieszko II Lambert                      | vojvoda                      | 1032–1034                                                               | |
|       | Boleslav Pozabljeni Bolesław Zapomniany                    | vojvoda                      | 1034–1038 /1039                                                         | Pollegedaren, njegov obstoj je sporen. Kot vladar naj bi bil izjemno okruten in zato umorjen in obsojen na damnatio memoriae. |
|       | Kazimir I. Obnovitelj Kazimierz I Odnowiciel               | vojvoda                      | 1039–1058                                                               | Sin Mješka II. in Riheze Lotarinške |
|       | Boleslav II. Velikodušni/Smeli Bolesław II Szczodry/Śmiały | vojvoda, kralj               | Kot vojvoda: 1058-1076 Kot kralj: 1076-1079                             | Sin Kazimirja I. in Marije Dobronjege Kijevske |
|       | Vladislav I. Herman Władysław I Herman                     | vojvoda                      | 1079–1102                                                               | Sin Vladislava I. in Przeclave Pravdzicke (sporno) |
|       | Zbignjev Zbygniew                                          | vojvoda                      | 1102–1107                                                               | Veljal je za nezakonskega sina in so mu zato namenili cerkveno kariero. Bil je izgnan in po vrnitvi na Poljsko vladal severnemu delu države. Med vojno z bratom je bil ponovno izgnan. Po drugi vrnitvi je dobil manjšo domeno, bil oslepljen in kmalu zatem umrl. |
|       | Boleslav III. Krivousti Bolesław III Krzywousty            | vojvoda                      | 1107–1138                                                               | Sin Vladislava I. in Judite Češke |

### Veliki vojvode Poljske (razdrobljeno kraljestvo)
| Slika | Ime                                              | Naslov          | Vladanje   | Komentar |
| ----- | ------------------------------------------------ | --------------- | ---------- | --- |
|       | Vladislav II. Izgnanec Władysław II Wygnaniec    | veliki vojvoda  | 1138 –1146 | Sin Boleslava III. in Zbislave Kijevske, vojvoda Šlezije, izgnan                                                                            |
|       | Boleslav IV. Kodravi br> Bolesław Kędzierzawy    | veliki vojvoda  | 1146–1173  | Sin of Boleslava III. in Salomee Berške, tudi vojvoda Mazovije                                                                              |
|       | Mješko III. Stari Mieszko III Stary              | veliki vojvoda  | 1173–1177  | Sin Boleslava III. in Salome, tudi vojvoda Velikopoljske                                                                                    |
|       | Kazimir II. Pravični Kazimierz II Sprawiedliwy   | veliki vojvoda  | 1170 –1190 | Sin Boleslava III. in Salomee, tudi vojvoda Wiślice in Sandomierza                                                                          |
|       | Mješko III. Stari Mieszko III Stary              | veliki vojvoda  | 1190–1190  | Ponovno |
|       | Kazimir II. Pravični Kazimierz II Sprawiedliwy   | veliki vojvoda  | 1190-1194  | Ponovno |
|       | Lešek I. Beli Leszek Biały                       | veliki vojvoda  | 1194–1198  | Sin Kazimirja II. in Helene Znojmske, tudi vojvoda Sandomierza                                                                              |
|       | Mješko III. Stari Mieszko III Stary              | veliki vojvoda  | 1198–1199  | Ponovno |
|       | Lešek I. Beli Leszek Biały                       | veliki vojvoda  | 1199–1199  | Ponovno |
|       | Mješko III. Stari Mieszko III Stary              | veliki vojvoda  | 1199–1202  | Ponovno |
|       | Vladislav III. Tankonogi Władysław III Laskonogi | veliki vojvoda  | 1202–1202  | Sin Mješka III. in Evdoksije Kijevske, tudi vojvoda Velikopoljske                                                                           |
|       | Lešek I. Beli Leszek Biały                       | veliki vojvoda  | 1202–1210  | Ponovno |
|       | Mješko IV. Krivonogi Mieszko I Plątonogi         | veliki vojvoda  | 1210–1211  | Sin Vladislava II. in Agneze Babenberške, tudi vojvoda Šlezije                                                                              |
|       | Lešek I. Beli Leszek Biały                       | veliki vojvoda  | 1211–1225  | Ponovno |
|       | Henrik I. Bradati Henryk I Brodaty               | veliki vojvoda, | 1225–1225  | Vnuk Vladislava II., sin Boleslava I. Visokega in Kristine, tudi vojvoda Šlezije                                                            |
|       | Lešek I. Beli Leszek Biały                       | veliki vojvoda  | 1225–1227  | Ponovno |
|       | Vladislav III. Tankonogi Władysław III Laskonogi | veliki vojvoda  | 1227–1229  | Sin Mješka III. in Evdoksije Kijevske, tudi vojvoda Velikopoljske                                                                           |
|       | Konrad I. Mazovski Konrad I Mazowiecki           | veliki vojvoda  | 1229–1232  | Sin Kazimirja II. in Helene Znojmske, tudi vojvoda Mazovije                                                                                 |
|       | Henrik I. Bradati Henryk I Brodaty               | veliki vojvoda  | 1232–1238  | Ponovno |
|       | Henrik II. Pobožni Henryk II Pobożny             | veliki vojvoda  | 1238–1241  | Sin Henrika I. in svete Hedvike Andeške (Šlezijske), tudi vojvoda Vroclava in Velikopoljske, padel v bitki pri Legnici                      |
|       | Boleslav II. Rogati Bolesław II Rogatka          | veliki vojvoda  | 1241–1241  | Sin Henrika II. in Ane Češke, tudi vojvoda Šlezije                                                                                          |
|       | Konrad I. Mazovski Konrad I Mazowiecki           | veliki vojvoda  | 1241–1243  | Ponovno |
|       | Boleslav V. Sramežljivi Bolesław Wstydliwy       | veliki vojvoda  | 1243–1279  | Sin Leška Belega in Grzimislave Luške |
|       | Lešek II. Črni Leszek Czarny                     | veliki vojvoda  | 1279–1288  | Po očetovi strani vnuk Konrada I. Mazovskega in po materini strani vnuk Henrika II., sin Kazimirja I. Kujavskega in Konstance Vroclavske    |
|       | Boleslav II. Mazovski                            | veliki vojvoda  | 1288–1288  | Vnuk Konrada I. Mazovskega, vojvoda Mazovije                                                                                                |
|       | Henrik IV. Pravični Henryk IV Prawy              | veliki vojvoda  | 1288–1289  | Po očetovi strani vnuk Henrika II., po materini strani vnuk Henrika I., sin Henrika III. Belega in Judite Mazovske, vojvoda Spodnje Šlezije |
|       | Boleslav II. Mazovski                            | veliki vojvoda  | 1289–1289  | Vnuk Konrada I. Mazovskega, sin Kazimirja I. Kujavskega in Eufrozine Opolske                                                                |
|       | Vladislav I. Kratki Władysław I Łokietek         | veliki vojvoda  | 1289–1289  | Vnuk Konrada I. Mazovskega, sin Kazimirja I. Kujavskega in Eufrozine Opolske                                                                |
|       | Henrik IV. Pravični Henryk IV Prawy              | veliki vojvoda  | 1289–1290  | Ponovno |

### Kralj Poljske (poskusi ponovne združitve)
| Slika | Ime                                | Naslov                | Vladanje                                           | Komentar |
| ----- | ---------------------------------- | --------------------- | -------------------------------------------------- | --- |
|       | Przemisl II. Premyslas, Premislaus | veliki vojvoda, kralj | Kot veliki vojvoda: 1290–1291 Kot kralj: 1295-1296 | Vnuk Henrika II., sin Przemisla I. in Elizabete Vroclavske, tudi vojvoda Poznana, Velikopoljske in Pomorjanske |

### Kralja Poljske (združeno kraljestvo)
| Slika | Ime                                      | Naslov | Vladanje  | Komentar                                                                  |
| ----- | ---------------------------------------- | ------ | --------- | ------------------------------------------------------------------------- |
|       | Vladislav I. Kratki Władysław I Łokietek | kralj  | 1320–1333 | Ponovno, ponovno združena Kraljevina Poljska                              |
|       | Kazimir III. Veliki Kazimierz III Wielki | kralj  | 1333–1370 | Sin Vladislava I. in Jadvige Kališke, eden o največjih poljskih vladarjev |

## Ženske predstavnice dinastije

### Kraljice žene
- Svetoslava, domnevno hčerka Mješka I., kraljica žena Danske, Norveške, Švedske in Anglije, mati Knuta Velikega, kralja cele Anglije, Danske in Norveške
- Svjetoslava Poljska, hčerka Kazimirja I., kraljica žena Češke
- Rikeza Pojska, hčerka Boleslava III., kraljica žena Švedske, mati Knuta V. Danskega in Zofije Minske
- Rikeza Pojska, kraljica Kastilije, hčerka Vladislava II., kralica žena Leóna in Galicije, kraljica žena Kastilije, cesarica vseh Španij
- Salomea Poljska,  hčerka Leška I. Belega, kraljica žena  Haliča
- Fenena Kujavska, hčerka Zjemomisla Kujavskega, kraljica žena Ogrske
- Elizabeta Rikeza Poljska, hčerka Przemisla II., kraljica žena Poljske in Češke
- Viola Ciešinska, hčerka Mješka I., vojvode  Cieszyna, kraljica žena Ogrske, Češke in  Poljske
- Marija Bitomska, hčerka Kazimirja Bitomskega, kraljica žena Ogrske
- Beatrika Šlezijska. hčerka Bolka I. Stogega, nemška kraljica
- Hedvika Hališka, hčerka Boleslava Pobožnega, kraljica žena Poljske, mati kralja Kazimirja III. Velikega in ogrske kraljice Elizabete Poljske
- Elizabeta Poljska, hčerka Vladislava I. Slokega, kraljica žena Ogrske, mati Ludvika I. Ogrskega, kralja Poljske, Ogrske in Hrvaške, in kralja Karla I. Ogrskega, kralja Ogrske in Hrvaške
- Ana Švidniška, hčerka Henrika II., vojvode Švidnice, kraljica žena Nemčije in Češke in cesarica Svetega rimskega cesarstva, mati Venčeslava IV. Češkega, kralja Nemčije in Češke
- Hedvika Saganska, hčerka Henrika V. Železnega, kraljica žena Poljske

## Duhovščina

### Nadškofi
- Boleskav Tošeški, škof Esztergoma
- Vladislav Vroclavski, nadškof Salzburga

### Škofi
- Jaroslan Opolski, škof Vroclava
- Mješko Bitomski, škof Nitre in Veszpréma
- Henrik Mazovski, škof Plocka
- Jan Kropidlo, škof Poznana, Vloclaveka, Kamieńa in Helmna
- Venčeslav II. Legniški, škof Lebusa in Vroclava
- Henrik VIII. Legniški, škof Vroclava
- Konrad IV. Starejši, škof Vroclava
- Aleksander Mazovski, škof Trenta
- Kazimir III. Ploški, škof Plocka